# Ricco Groß
Ricco Groß (Schlema, 1970. augusztus 22. –) négyszeres olimpiai és kilencszeres világbajnok német sílövő.

## Pályafutása
A magánéletben hivatásos katonaként tevékenykedő sportoló 1983-ban kezdte el a sílövő pályafutását, 2007-ben vonult vissza a versenyzésből.
Ifjúsági világbajnokságon, 1989-ben és 1990-ben két arany és egy bronzérmet szerzett. A világkupában 1991-ben mutatkozott be, összetett első helyet sohasem tudott nyerni, de a sorozatok végén több alkalommal állhatott fel a dobogóra: az 1997-1998-as szezont a második, a 2002-2003-ast és a 2003-2004-est pedig a harmadik helyen zárta. Továbbá egyszer lett negyedik, ötödik és hatodik, háromszor hetedik és kétszer nyolcadik.
A világbajnokságokat tekintve Ricco Groß számít az egyik legeredményesebb német sílövőnek: 1995-től 2007-ig tizenöt világbajnokságon vett részt, összesen húsz érmet nyerve hazájának, ebből kilenc arany, öt ezüst és hat bronz.
Öt olimpián került be a német csapatba, 1992 és 2006 között. Nyolc olimpiai érmet nyert: négy aranyat, három ezüstöt és egy bronzot. A német váltóval mindegyik olimpián felállhatott a dobogóra: négyszer a legfelső fokára és egyszer a másodikra.

## Eredményei

### Olimpia
| Év   | Világbajnokság | Versenyszám | Versenyszám | Versenyszám   | Versenyszám | Versenyszám | Versenyszám |
| Év   | Világbajnokság | Egyéni      | Sprint      | Üldözőverseny | Tömegrajtos | Váltó       |             |
| ---- | -------------- | ----------- | ----------- | ------------- | ----------- | ----------- | ----------- |
| 1992 | Albertville    |             | 2           |               |             | 1           |             |
| 1994 | Lillehammer    |             | 2           |               |             | 1           |             |
| 1998 | Nagano         | 6           | 17          |               |             | 1           |             |
| 2002 | Salt Lake City | 4           | 4           | 3             |             | 2           |             |
| 2006 | Torino         | 11          | 6           | 12            |             | 1           |             |

### Világbajnokság
| Év   | Világbajnokság                | Versenyszám | Versenyszám | Versenyszám   | Versenyszám | Versenyszám | Versenyszám | Versenyszám  |
| Év   | Világbajnokság                | Egyéni      | Sprint      | Üldözőverseny | Tömegrajtos | Csapat      | Váltó       | Vegyes váltó |
| ---- | ----------------------------- | ----------- | ----------- | ------------- | ----------- | ----------- | ----------- | ------------ |
| 1991 | Lahti                         |             | 16          |               |             | 4           | 1           |              |
| 1992 | Novoszibirszk                 |             |             |               |             |             |             |              |
| 1993 | Borovets                      | 6           | 64          |               |             |             |             |              |
| 1994 | Canmore                       |             |             |               |             |             |             |              |
| 1995 | Antholz-Anterselva            | 55          | 3           |               |             |             | 1           |              |
| 1996 | Ruhpolding                    | 9           | 12          |               |             | 6           | 2           |              |
| 1997 | Breznóbánya                   | 1           | 34          | 26            |             |             | 1           |              |
| 1998 | Pokljuka Hochfilzen           |             |             | 7             |             | 2           |             |              |
| 1999 | Kontiolahti Oslo Holmenkollen | 2           | 6           | 1             | 8           |             | 4           |              |
| 2000 | Oslo Holmenkollen Lahti       | 9           | 7           | 18            | 6           |             | 3           |              |
| 2001 | Pokljuka                      | 7           | 27          | 14            | 4           |             | 12          |              |
| 2002 | Oslo Holmenkollen             |             |             |               | 11          |             |             |              |
| 2003 | Hanti-Manszijszk              | 3           | 2           | 1             | 22          |             | 1           |              |
| 2004 | Oberhof                       | 4           | 2           | 1             | 29          |             | 1           |              |
| 2005 | Hochfilzen Hanti-Manszijszk   | 3           | 7           | 6             | 7           |             | 6           | 3            |
| 2006 | Pokljuka                      |             |             |               |             |             |             | 10           |
| 2007 | Antholz-Anterselva            | 9           |             |               |             |             | 3           |              |

### Világkupa
| Idény   | Összesített eredmény Helyezés (Pontszám) | Összesített eredmény Helyezés (Pontszám) | Összesített eredmény Helyezés (Pontszám) | Összesített eredmény Helyezés (Pontszám) | Összesített eredmény Helyezés (Pontszám) |
| Idény   | Összetett                                | Egyéni                                   | Sprint                                   | Üldözőverseny                            | Tömegrajtos                              |
| ------- | ---------------------------------------- | ---------------------------------------- | ---------------------------------------- | ---------------------------------------- | ---------------------------------------- |
| 1990/91 | 7                                        |                                          |                                          |                                          |                                          |
| 1991/92 | 30                                       |                                          |                                          |                                          |                                          |
| 1992/93 | 11 (141)                                 | 11 (65)                                  | 10 (76)                                  |                                          |                                          |
| 1993/94 | 9 (122)                                  | 8 (68)                                   | 12 (54)                                  |                                          |                                          |
| 1994/95 | 8 (130)                                  | 14 (56)                                  | 10 (74)                                  |                                          |                                          |
| 1995/96 | 9 (157)                                  | 5 (86)                                   | 10 (71)                                  |                                          |                                          |
| 1996/97 | 4 (259)                                  | 1 (112)                                  | 7 (120)                                  | 19 (27)                                  |                                          |
| 1997/98 | 2 (286)                                  | 2 (94)                                   | 8 (133)                                  | 2 (59)                                   |                                          |
| 1998/99 | 4 (367)                                  | 9 (35)                                   | 4 (133)                                  | 5 (161)                                  | 5 (38)                                   |
| 1999/00 | 8 (316)                                  | 14 (39)                                  | 8 (102)                                  | 7 (119)                                  | 6 (56)                                   |
| 2000/01 | 9 (514)                                  | 3 (109)                                  | 15 (121)                                 | 12 (115)                                 | 5 (109)                                  |
| 2001/02 | 7 (581)                                  | 7 (84)                                   | 7 (186)                                  | 7 (238)                                  | 5 (73)                                   |
| 2002/03 | 3 (613)                                  | 3 (80)                                   | 7 (192)                                  | 2 (205)                                  | 4 (109)                                  |
| 2003/04 | 3 (769)                                  | 2 (129)                                  | 5 (255)                                  | 3 (277)                                  | 5 (103)                                  |
| 2004/05 | 6 (645)                                  | 7 (91)                                   | 10 (202)                                 | 5 (250)                                  | 10 (84)                                  |
| 2005/06 | 8 (519)                                  | 19 (36)                                  | 6 (216)                                  | 7 (177)                                  | 17 (90)                                  |
| 2006/07 | 26 (243)                                 | 24 (39)                                  | 29 (90)                                  | 24 (83)                                  | 29 (31)                                  |

| 1990/91    | Albertville Váltó (O) | Oberhof Sprint Albertville Sprint (O)                                                                    | |
| 1991/92    | | Antholz-Anterselva Sprint                                                                                | |
| 1992/93    | | Lillehammer Egyéni                                                                                       | Antholz-Anterselva Sprint                                                                                    |
| 1993/94    | Lillehammer Váltó (O) | Bad Gastein Egyéni Lillehammer Sprint (O)                                                                | |
| 1994/95    | Antholz-Anterselva Váltó (VB) | Oberhof Sprint                                                                                           | Ruhpolding Egyéni Antholz-Anterselva Sprint (VB)                                                             |
| 1995/96    | | Ruhpolding Váltó (VB)                                                                                    | Oslo Holmenkollen Sprint                                                                                     |
| 1996/97    | Östersund Váltó Oslo Holmenkollen Váltó Ruhpolding Egyéni Antholz-Anterselva Váltó Breznóbánya Egyéni (VB) Breznóbánya Váltó (VB) | Antholz-Anterselva Egyéni Novoszibirszk Egyéni Novoszibirszk Sprint                                      | |
| 1997/98    | Antholz-Anterselva Váltó Nagano Váltó (O) Pokljuka Egyéni                                                                         | Kontiolahti Sprint Ruhpolding Váltó Antholz-Anterselva Egyéni                                            | Ruhpolding Sprint                                                                                            |
| 1998/99    | Breznóbánya Váltó Oberhof Váltó Ruhpolding Váltó Antholz-Anterselva Váltó Kontiolahti Üldözőverseny (VB)                          | Oberhof Üldözőverseny Ruhpolding Üldözőverseny Lake Placid Váltó                                         | Oberhof Sprint Antholz-Anterselva Sprint Oslo Holmenkollen Üldözőverseny                                     |
| 1999/00    | Ruhpolding Tömegrajtos Ruhpolding Váltó Ruhpolding Sprint                                                                         | Oberhof Váltó Antholz-Anterselva Váltó Oslo Holmenkollen Egyéni (VB)                                     | Hochfilzen Váltó Östersund Üldözőverseny Lahti Váltó (VB)                                                    |
| 2000/01    | Antholz-Anterselva Váltó | Ruhpolding Váltó                                                                                         | Hochfilzen/Antholz Váltó Breznóbánya/Antholz Egyéni Ruhpolding Üldözőverseny                                 |
| 2001/02    | Hochfilzen Váltó Ruhpolding Váltó Lahti Váltó                                                                                     | Salt Lake City Váltó (O)                                                                                 | Hochfilzen Üldözőverseny Salt Lake City Üldözőverseny (O)                                                    |
| 2002/03    | Hanti-Manszijszk Üldözőverseny (VB) Hanti-Manszijszk Váltó (VB)                                                                   | Pokljuka/Östersund Üldözőverseny Breznóbánya Üldözőverseny Ruhpolding Váltó Hanti-Manszijszk Sprint (VB) | Östersund Váltó Antholz-Anterselva Tömegrajtos Hanti-Manszijszk Egyéni (VB)                                  |
| 2003/04    | Kontiolahti Váltó Oberhof Üldözőverseny (VB) Oberhof Váltó (VB)                                                                   | Breznóbánya Egyéni Oberhof Sprint (VB)                                                                   | Antholz-Anterselva Egyéni Antholz-Anterselva Sprint Antholz-Anterselva Tömegrajtos Lake Placid Üldözőverseny |
| 2004/05    | | Beitostølen Váltó Oberhof Váltó Ruhpolding Váltó                                                         | Ruhpolding Üldözőverseny Hochfilzen Egyéni (VB) Hanti-Manszijszk Vegyes váltó (VB)                           |
| 2005/06    | Hochfilzen Váltó Oberhof Váltó Antholz-Anterselva Üldözőverseny Torino Váltó (O)                                                  | Antholz-Anterselva Sprint                                                                                | Oslo Holmenkollen Üldözőverseny                                                                              |
| 2006/07    | | | Hochfilzen/Breznóbánya Váltó Ruhpolding Váltó Antholz-Anterselva Váltó (VB)                                  |
| Összesítés | Egyéni: 3 Sprint: 1 Üldözőverseny: 4 Tömegrajtos: 1 Váltó: 24 Vegyes váltó: 0 ------------ Összesen: 33                           | Egyéni: 7 Sprint: 10 Üldözőverseny: 4 Tömegrajtos: 0 Váltó: 11 Vegyes váltó: 0 ------------ Összesen: 32 | Egyéni: 5 Sprint: 7 Üldözőverseny: 8 Tömegrajtos: 2 Váltó: 7 Vegyes váltó: 1 ------------ Összesen: 30       |

- O – olimpia és egyben világkupa-forduló is
- VB – világbajnokság és egyben világkupa-forduló is